# Xenopus epitropicalis
Xenopus epitropicalis – gatunek afrykańskiego płaza bezogonowego z rodziny grzbietorodowatych (Pipidae).

## Występowanie
Zasięg występowania gatunku jest słabo poznany. Zwierzę spotykano na następujących terenach:
- Angola – północny wschód państwa
- Demokratyczna Republika Konga – Park Narodowy Garamba na północnym wschodzie kraju i Kinszasa na jego zachodzie
- Gabon
- Gwinea Równikowa
- Kamerun – na południe od rzeki Sanaga; Longyi, Akok, Efulen, Bipindi, Nkoemvone, Ebolowa
- Kongo – Pointe-Noire
- Republika Środkowoafrykańska – na południu kraju

W związku z powyższym sądzi się, że gatunek może występować na dużym obszarze od Kamerunu na północnym zachodzie do Angoli na południu i przygranicznych rejonów Demokratycznej Republiki Konga na północnym wschodzie. Jako część północnej granicy zasięgu występowania płaza uznano rzekę Sanaga, na północ od której bytuje pokrewny gatunek Xenopus tropicalis.
Zwierzę wymaga obecności wody. Jego siedlisko to nizinne lasy deszczowe. Zamieszkuje ono niewielkie zbiorniki wodne o średnicy 1–2 metrów i głębokości 1 metra, koniecznie położone pod koronami drzew. Gatunek toleruje pewne zmiany w środowisku, ale nie radzi sobie na otwartych przestrzeniach.

## Systematyka
Gatunek ten został opisany w 1982 roku przez Fischberga i współpracowników pod nazwą Xenopus epitropicalis. Analiza filogenetyczna cech morfologicznych przeprowadzona przez Cannatellę i Trueb w 1988 roku zasugerowała, że gatunki epitropicalis i tropicalis są bliżej spokrewnione z rodzajami Hymenochirus i Pipa niż z pozostałymi przedstawicielami Xenopus, dlatego przenieśli te gatunki do odrębnego rodzaju Silurana. Późniejsze badania filogenetyki molekularnej wykazały jednak, że lepiej traktować takson Silurana jako podrodzaj w obrębie Xenopus niż jako osobny rodzaj.

## Rozmnażanie i genetyka
Występuje larwa zwana kijanką, odżywiająca się poprzez filtrację.
Jest to gatunek tetraploidalny (2n=40).

## Status
Lokalnie gatunek wydaje się bardzo liczny, jednakże trend jego liczebności nie jest znany. Do zagrożeń dla tego gatunku zaliczają się wyrąb lasów i rozwój rolnictwa. Płaz zamieszkuje liczne obszary chronione.